# Matjaž Brumen
Matjaž Brumen (Ljubljana, 23 de diciembre de 1982) es un jugador de balonmano esloveno que juega de extremo derecho en el RD Izola de su país. Fue un componente de la Selección de balonmano de Eslovenia con la que disputó 131 partidos y marcó 358 goles.
Con la selección disputó los Juegos Olímpicos de Atenas 2004, entre otros campeonatos.

## Palmarés

### RD Prule
- Liga de balonmano de Eslovenia (1): 2002
- Copa de Eslovenia de balonmano (1): 2002

### Celje
- Liga de balonmano de Eslovenia (4): 2004, 2005, 2006, 2007
- Copa de Eslovenia de balonmano (3): 2004, 2006, 2007
- Supercopa de Eslovenia de balonmano (1): 2007
- Liga de Campeones de la EHF (1): 2004
- Supercopa de Europa de balonmano (1): 2004

### RK Koper
- Liga de balonmano de Eslovenia (1): 2011
- Copa de Eslovenia de balonmano (3): 2008, 2009, 2011
- Supercopa de Eslovenia de balonmano (1): 2008
- EHF Challenge Cup (1): 2011

### RK Vardar
- Liga de Macedonia de balonmano (2): 2015, 2016
- Copa de Macedonia de balonmano (3): 2014, 2015, 2016
- Liga SEHA (1): 2014

## Clubes
- RD Prule 67 (1999-2003)
- RK Celje (2003-2007)
- RK Koper (2007-2013)
- RK Vardar (2013-2016)
- Gorenje Velenje (2016-2018)
- RK Nexe Našice (2018)
- RD Izola (2018- )